# Janaki Nagar
Janaki Nagar – gaun wikas samiti w środkowej części Nepalu  w strefie Dźanakpur w dystrykcie Sarlahi. Według nepalskiego spisu powszechnego z 2001 roku liczył on 1266 gospodarstw domowych i 6906 mieszkańców (3360 kobiet i 3546 mężczyzn).